# Markuszów (gromada)
Markuszów – dawna gromada, czyli najmniejsza jednostka podziału terytorialnego Polskiej Rzeczypospolitej Ludowej w latach 1954–1972.
Gromady, z gromadzkimi radami narodowymi (GRN) jako organami władzy najniższego stopnia na wsi, funkcjonowały od reformy reorganizującej administrację wiejską przeprowadzonej jesienią 1954 do momentu ich zniesienia z dniem 1 stycznia 1973, tym samym wypierając organizację gminną w latach 1954–1972.
Gromadę Markuszów z siedzibą GRN w Markuszowie utworzono – jako jedną z 8759 gromad na obszarze Polski – w powiecie puławskim w woj. lubelskim na mocy uchwały nr 14 WRN w Lublinie z dnia 5 października 1954. W skład jednostki weszły obszary dotychczasowych gromad Markuszów, Kaleń, Łany, Zabłocie i Olszowiec ze zniesionej gminy Markuszów w tymże powiecie. Dla gromady ustalono 24 członków gromadzkiej rady narodowej.
1 stycznia 1958 do gromady Markuszów włączono wieś i kolonię Góry z gromady Zagrody w tymże powiecie.
1 stycznia 1960 do gromady Markuszów włączono obszar zniesionej gromady Wola Przybysławska, wsie Kłoda, Zastawie, Bobowiska, Wólka Kątna i Olempin ze zniesionej gromady Kłoda oraz kolonię Cezaryn ze zniesionej gromady Zagrody w tymże powiecie.
1 lutego 1961 z gromady Markuszów wyłączono wsie Kłoda i Zastawie, włączając je do gromady Kurów w tymże powiecie.
Gromada przetrwała do końca 1972 roku, czyli do kolejnej reformy gminnej, po czym Markuszów na okres 11 lat utracił funkcje administracyjne. Odzyskał je dopiero 1 stycznia 1984, kiedy to w woj. lubelskim reaktywowano zniesioną w 1954 roku gminę Markuszów (od 1999 gmina znajduje się ponownie w powiecie puławskim w woj. lubelskim).